# Segunda División de España
La Segunda División de España cuyo nombre comercial es LALIGA Hypermotion por motivos de patrocinio, y conocida oficialmente como Campeonato Nacional de Liga de Segunda División, es la segunda categoría del sistema de ligas de fútbol masculino de España. Se disputa desde la temporada 1928-29, junto a la Primera División. Se vio interrumpida en una ocasión, entre 1936 y 1939, debido a la guerra civil española. La organiza desde 1984 la Liga Nacional de Fútbol Profesional,  tras suceder a la Real Federación Española de Fútbol (RFEF).
La Segunda División es, junto a la Primera División, una de las dos únicas categorías con estatus profesional en España, ambas bajo el amparo de la Liga Nacional de Fútbol Profesional, mientras que el resto de divisiones dependen de la RFEF y de las correspondientes federaciones autonómicas.
A lo largo de su historia, cuarenta y ocho clubes han resultado campeones de Segunda División. El más laureado, con ocho títulos, es el Murcia, seguido del Betis, con siete, y del Deportivo de La Coruña, el Sporting de Gijón y el Oviedo, con cinco.

## Historia
El Campeonato Nacional de Liga de Segunda División se puso en marcha al mismo tiempo que la Primera División, en la temporada 1928-29, con veinte equipos distribuidos en dos grupos (A y B), aunque el grupo A actuaba como segundo nivel nacional —en el que el primer clasificado jugaba la promoción de ascenso a Primera y los dos últimos clasificados descendían a Tercera—, mientras que el grupo B correspondía al tercer escalafón, con dos equipos consiguiendo el ascenso a Segunda y los otros ocho equipos pasando a formar parte de la nueva Tercera en la siguiente temporada.
En esa primera edición participaron los siguientes clubes: en el grupo A, el Sevilla, el Iberia, el Alavés, el Sporting de Gijón, el Valencia, el Betis, el Oviedo, el Celta, el Deportivo de La Coruña y el Racing de Madrid; mientras que en el grupo B lo hacían la Cultural Leonesa, el Murcia, el Castellón, la Torrelavega, el Zaragoza, el Valladolid,  Osasuna, el Tolosa, el Barakaldo y el Cartagena.
A lo largo de los años han cambiado el número de equipos participantes y el formato de la competición. En la temporada 1934-35 la categoría se dividió en varios grupos, una estructura que se mantuvo hasta la temporada 1968-69, cuando se recuperó el grupo único que se mantiene en la actualidad. Entre 1977 y 1984, fecha en la que su organización pasó a depender de la Liga Nacional de Fútbol Profesional, la competición se denominó Segunda División A, tras la creación de la Segunda División B como tercera categoría del fútbol nacional.
Mediando el campeonato 2019-20 se produjo un brote del coronavirus-2 del síndrome respiratorio agudo grave, una pandemia global vírica que llegó a Europa desde Asia. A medida que diferentes países del continente fueron registrando casos de contagio y fallecimientos, los organismos deportivos comenzaron a tomar medidas preventivas y, si bien únicamente uno de los partidos programados en España se disputó a puerta cerrada (sin público) para frenar su avance, no cesaron la preocupación ni los contagios y se dieron casos en futbolistas y directivos de diversos clubes. Ante el panorama, La Liga decidió suspender las competiciones a la espera de nuevos acontecimientos, como ya hizo la UEFA con la Liga de Campeones y la Liga Europa, y el CONI y la FIGC con el campeonato italiano, por citar casos de similar magnitud. Tras una mejoría después de meses de confinamiento a la población para frenar los contagios, el gobierno decretó que las competiciones pudieran retomar su actividad y, finalmente, pudo concluir el 20 de julio tras la disputa de las jornadas pendientes, al igual que la Primera División. Pese a ello, en la última jornada se registraron casos de contagio en los futbolistas del Fuenlabrada, por lo que su partido frente al Deportivo de La Coruña, decisivo para los intereses del campeonato, se suspendió y afectó a diversos clubes y a las consiguientes eliminatorias de ascenso.
El 2 de agosto de 2020, la Almería realizó la venta más cara de su historia y de la historia de la Segunda División de España al traspasar al delantero uruguayo Darwin Núñez al Benfica por 24 millones de euros. Además, éste se convirtió en el fichaje más caro realizado en toda la historia de la Primera División de Portugal.

### Denominaciones

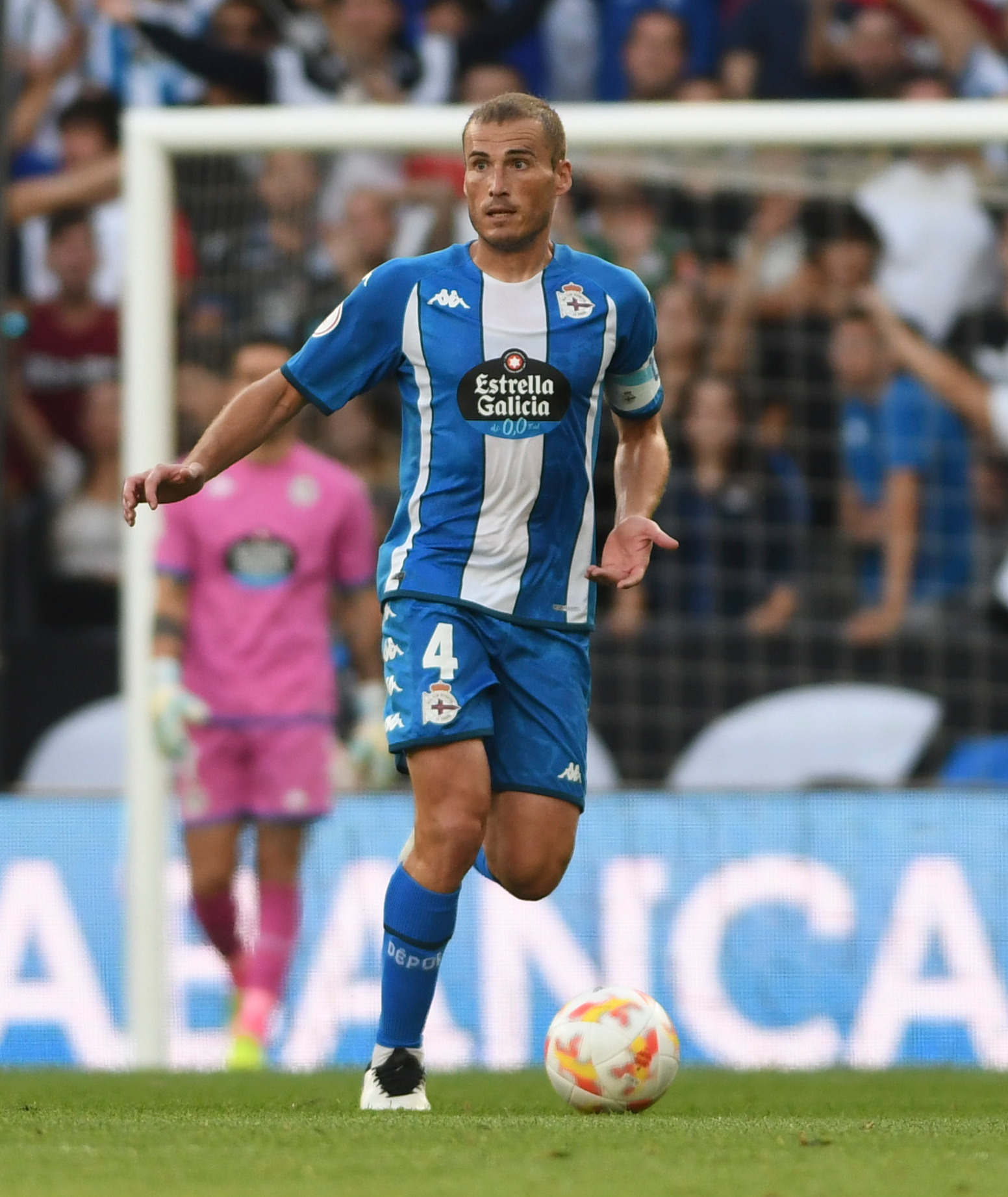
Álex Bergantiños disputó los 42 partidos de la temporada 11/12 en la que el Deportivo de La Coruña logró el récord de puntos (91).

Las temporadas 2006-07 y 2007-08, fueron las dos primeras campañas en las que el campeonato tuvo una denominación comercial, recibiendo el nombre de «Liga BBVA», tras el acuerdo de patrocinio entre la Liga Nacional de Fútbol Profesional y el banco del mismo nombre. Entre las temporadas 2008-09 y 2015-16, la categoría de plata fue rebautizada como «Liga Adelante», debido a que la denominación del banco, pasó a patrocinar la Primera División. En la campaña 2016-17, es el Banco Santander el patrocinador principal de LaLiga, denominándose primeramente «LaLiga 1|2|3», y desde la temporada 2019-20, «LaLiga SmartBank».
Luego en la campaña de 2023-24, el nuevo patrocinador es EA Sports, por lo tanto esta liga se llama  «LALIGA HYPERMOTION».

### Récords

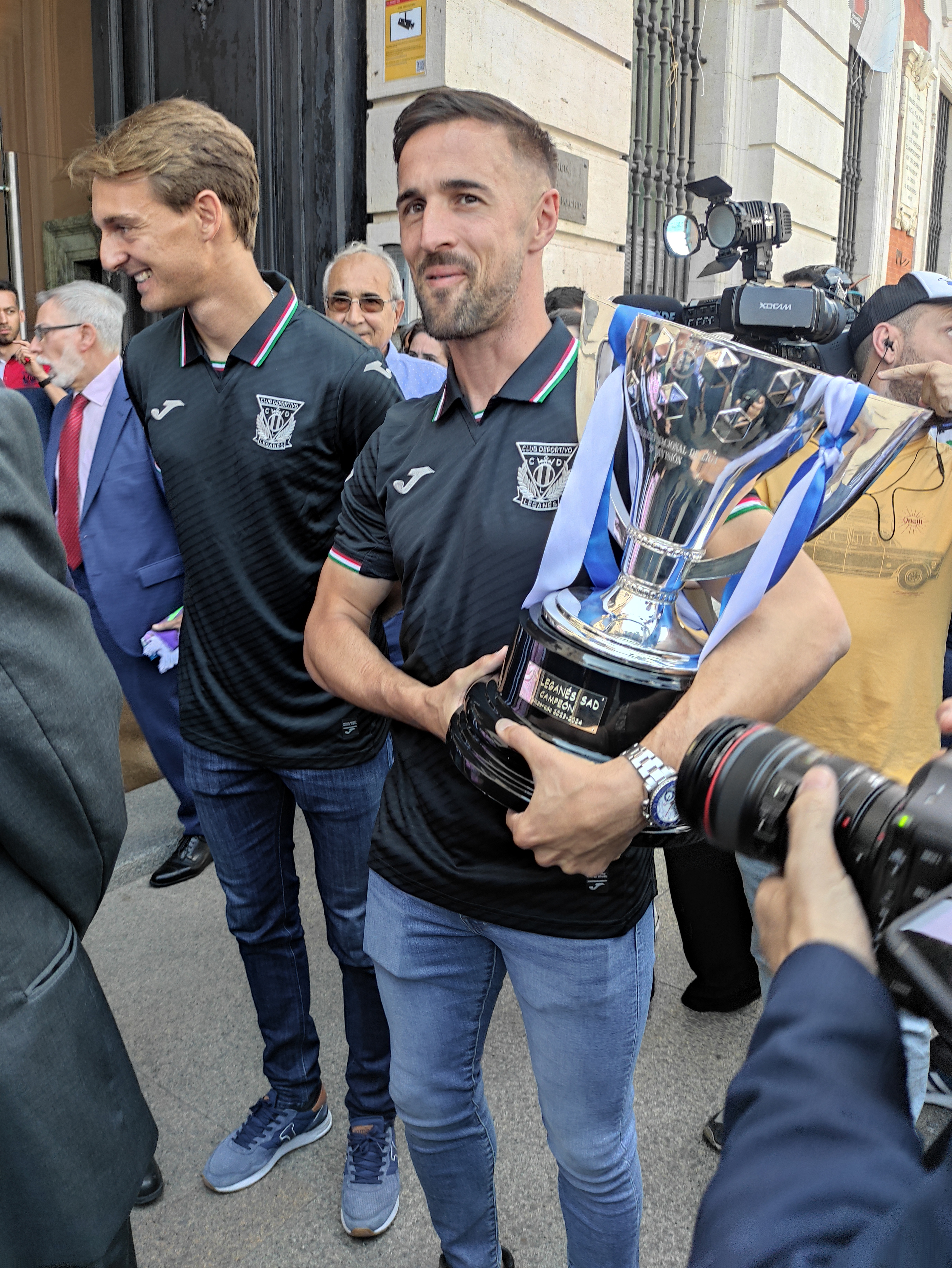
Jorge Miramón con el trofeo de Segunda División de España 2023-24 ganado con el C. D. Leganés.

El club que más temporadas ha militado en Segunda División es el Murcia, con 54, además de haber conseguido en nueve ocasiones el título de campeón. Le siguen el Sporting de Gijón con 53 temporadas, el Tenerife con 49, el Sabadell y el Castellón con 44 y el Hércules, el Deportivo de La Coruña y el Cádiz con 43 temporadas.
La Eibar tiene el récord de temporadas consecutivas en la categoría con un total de 18 desde la temporada 1987-88 hasta la 2005-06, mientras que el Racing de Ferrol es el equipo que ha disputado más temporadas en la categoría sin conseguir el ascenso a Primera División, con un total de 35 participaciones.
De todos los equipos que han jugado alguna vez en la categoría, solamente seis no han militado nunca en divisiones inferiores: Atlético de Madrid, Espanyol, Valencia, Sevilla, Real Sociedad y Sporting de Gijón.
En la temporada 2011-12, el Deportivo de La Coruña batió el récord de puntos al proclamarse campeón con 91. La siguiente temporada 2012-13, el Elche se convirtió en el primer equipo en liderar el campeonato de principio a fin, durante sus 42 jornadas.

## Participantes

### Temporada 2025-26
| Equipos de la temporada 2025-26 |            |                           |            |
| Club                            | Temporadas | Club                      | Temporadas |
| Albacete B.                     | 28         | Granada C. F.             | 36         |
| U. D. Almería                   | 18         | S. D. Huesca              | 14         |
| F. C. Andorra                   | 3          | U. D. Las Palmas          | 34         |
| Burgos C. F.                    | 23         | C. D. Leganés             | 18         |
| Cádiz C. F.                     | 43         | Málaga C. F.              | 10         |
| C. D. Castellón                 | 44         | C. D. Mirandés            | 12         |
| A. D. Ceuta                     | 2          | R. Racing C. de Santander | 39         |
| Córdoba C. F.                   | 35         | Real Sociedad "B"         | 2          |
| Cultural D. Leonesa             | 17         | Real Valladolid C. F.     | 39         |
| R. C. D. de la Coruña           | 43         | R. Sporting de Gijón      | 53         |
| S. D. Eibar                     | 31         | Real Zaragoza             | 28         |

## Sistema de competición
La competición se disputa anualmente, empezando a finales del mes de agosto o principios de septiembre, y terminando en el mes de mayo o junio del siguiente año.
Siguiendo un sistema de liga, consta de un grupo único integrado de veintidós equipos que se enfrentan todos contra todos en dos ocasiones una en campo propio y otra en campo contrario sumando un total de cuarenta y dos jornadas. El orden de los encuentros se decide por sorteo antes de empezar la competición.
La clasificación final se establece con arreglo a los puntos totales obtenidos por cada equipo al finalizar el campeonato. Los equipos obtienen tres puntos por cada partido ganado, un punto por cada empate y ningún punto por los partidos perdidos. Si al finalizar el campeonato dos equipos igualan a puntos, los mecanismos para desempatar la clasificación son los siguientes:
1. El que tenga una mayor diferencia entre goles a favor y en contra en los enfrentamientos entre ambos.
2. Si persiste el empate, se tiene en cuenta la diferencia de goles a favor y en contra en todos los encuentros del campeonato.
3. Si continúan empatados, gana el que más goles a favor tenga de los dos en todos los partidos del torneo.

Si el empate a puntos es entre tres o más clubes, los sucesivos mecanismos de desempate son los siguientes:
1. La mejor puntuación de la que a cada uno corresponda a tenor de los resultados de los partidos jugados entre sí por los clubes implicados.
2. La mayor diferencia de goles a favor y en contra, considerando únicamente los partidos jugados entre sí por los clubes implicados.
3. La mayor diferencia de goles a favor y en contra teniendo en cuenta todos los encuentros del campeonato.
4. El mayor número de goles a favor teniendo en cuenta todos los encuentros del campeonato.
5. El club mejor clasificado con arreglo a los baremos de favor plus.

### Efectos de la clasificación
Al término de la temporada, el equipo que más puntos obtenga se proclama campeón de Segunda División y es ascendido, junto con el subcampeón, a Primera División. Además, desde la temporada 2010-11, también asciende el ganador de una promoción disputada entre el tercero, cuarto, quinto y sexto clasificados. El sistema de esta promoción es de eliminación directa a doble partido, enfrentándose el tercero con el sexto, así como el cuarto con el quinto; los dos vencedores pasarán a disputar una nueva eliminatoria a ida y vuelta, de la cual saldrá el tercer equipo que asciende a Primera División.
El 6 de julio de 2011, la asamblea de la LaLiga decidió prescindir de la tanda de penaltis en los play-off de ascenso. En caso de empate en los noventa minutos reglamentarios y también en la prórroga, se clasificará o ascenderá el equipo con mejor clasificación durante la liga regular.
Las plazas vacantes de los equipos ascendidos las cubren aquellos que terminan en los tres últimos puestos de Primera División. Por su parte, los cuatro últimos clasificados de Segunda División al término de la temporada son relegados a Primera Federación, siendo sustituidos por los dos campeones de grupo y los dos ganadores de la promoción de ascenso de esa categoría.

### Equipos filiales
Si un filial termina la temporada en puestos de ascenso, es el siguiente clasificado el que adquiere ese derecho al no poder ascender el equipo filial, ya que debe estar siempre al menos una división por debajo de su equipo matriz o primer equipo. Asimismo, si un equipo matriz desciende a Segunda y su filial milita en dicha categoría, este último es descendido automáticamente a Primera Federación, aunque haya logrado la permanencia durante la liga regular.

## Historial
Para un mejor detalle de cada edición véase Historial de la Segunda División de España
Nota: Nombres y banderas de los equipos según la época. Entre paréntesis, veces que ha sido campeón el equipo.
| Temporada                                               | Campeón                                         | Subcampeón                                      | Tercero                                         | Campeón playoff (2011- )                        | Notas                                                                                    |
| Campeonato Nacional de Liga de Segunda División         | Campeonato Nacional de Liga de Segunda División | Campeonato Nacional de Liga de Segunda División | Campeonato Nacional de Liga de Segunda División | Campeonato Nacional de Liga de Segunda División | Campeonato Nacional de Liga de Segunda División                                          |
| ------------------------------------------------------- | ----------------------------------------------- | ----------------------------------------------- | ----------------------------------------------- | ----------------------------------------------- | ---------------------------------------------------------------------------------------- |
| 1928-1929                                               | Sevilla F. C.                                   | Iberia S. C.                                    | C. D. Alavés                                    |                                                 | Primer campeonato profesional                                                            |
| 1929-1930                                               | C. D. Alavés                                    | Sporting de Gijón                               | Iberia S. C.                                    |                                                 |                                                                                          |
| 1930-1931                                               | Valencia F. C.                                  | Sevilla F. C.                                   | Athletic de Madrid                              |                                                 |                                                                                          |
| 1931-1932                                               | Betis Balompié                                  | Oviedo F. C.                                    | Sporting de Gijón                               |                                                 |                                                                                          |
| 1932-1933                                               | Oviedo F. C.                                    | Athletic de Madrid                              | Murcia F. C.                                    |                                                 |                                                                                          |
| 1933-1934                                               | Sevilla F. C.                                   | Athletic de Madrid                              | Murcia F. C.                                    |                                                 |                                                                                          |
| 1934-1935                                               | F. C. Hércules                                  | C. A. Osasuna                                   | Club Celta                                      |                                                 | Liga ampliada a 24 equipos                                                               |
| 1935-1936                                               | Club Celta                                      | Zaragoza F. C.                                  | Arenas Club                                     |                                                 |                                                                                          |
| 1936-1937                                               | No disputado por la Guerra Civil Española       | No disputado por la Guerra Civil Española       | No disputado por la Guerra Civil Española       | No disputado por la Guerra Civil Española       | No disputado por la Guerra Civil Española                                                |
| 1937-1938                                               | No disputado por la Guerra Civil Española       | No disputado por la Guerra Civil Española       | No disputado por la Guerra Civil Española       | No disputado por la Guerra Civil Española       | No disputado por la Guerra Civil Española                                                |
| 1938-1939                                               | No disputado por la Guerra Civil Española       | No disputado por la Guerra Civil Española       | No disputado por la Guerra Civil Española       | No disputado por la Guerra Civil Española       | No disputado por la Guerra Civil Española                                                |
| 1939-1940                                               | Murcia C. F.                                    | C. D. La Coruña                                 | Cádiz F. C.                                     |                                                 | Restablecimiento de la competición. Liga ampliada a 40 equipos                           |
| 1940-1941                                               | Granada C. F.                                   | Real Sociedad                                   | C. D. La Coruña                                 |                                                 | Liga reducida a 24 equipos                                                               |
| 1941-1942                                               | Real Betis                                      | Zaragoza C. F.                                  | Murcia C. F.                                    |                                                 |                                                                                          |
| 1942-1943                                               | C. D. Sabadell C. F.                            | Real Sociedad                                   | Real Valladolid C. F.                           |                                                 |                                                                                          |
| 1943-1944                                               | Real Gijón                                      | Real Murcia                                     | C. D. Constancia                                |                                                 |                                                                                          |
| 1944-1945                                               | C. D. Alcoyano                                  | Hércules C. F.                                  | R. C. Celta de Vigo                             |                                                 |                                                                                          |
| 1945-1946                                               | C. D. Sabadell C. F. (2)                        | R. C. Deportivo de La Coruña                    | Gimnástico de Tarragona                         |                                                 |                                                                                          |
| 1946-1947                                               | C. D. Alcoyano                                  | Gimnástico de Tarragona                         | Real Sociedad                                   |                                                 |                                                                                          |
| 1947-1948                                               | Real Valladolid C. F.                           | R. C. Deportivo de La Coruña                    | Club Ferrol                                     |                                                 |                                                                                          |
| 1948-1949                                               | Real Sociedad                                   | C. D. Málaga                                    | Granada C. F.                                   |                                                 |                                                                                          |
| 1949-1950                                               | Real Santander S. D.                            | U. D. Lérida                                    | Real Murcia                                     |                                                 | Pasa a disputarse en 2 grupos de 16 equipos                                              |
| 1950-1951                                               | Real Gijón Atlético de Tetuán (1)               | Zaragoza C. F. U. D. Salamanca                  | C. D. Sabadell C. F. U. D. Las Palmas           |                                                 |                                                                                          |
| 1951-1952                                               | Real Oviedo C. F. C. D. Málaga                  | C. D. Logroñés C. D. Mestalla                   | Club Ferrol C. D. Alcoyano                      |                                                 |                                                                                          |
| 1952-1953                                               | C. A. Osasuna Real Jaén C. F.                   | S. D. España Industrial Hércules C. F.          | Real Avilés C. F. Atlético de Tetuán            |                                                 |                                                                                          |
| 1953-1954                                               | Deportivo Alavés U. D. Las Palmas               | C. D. Baracaldo Altos Hornos Hércules C. F.     | U. D. Lérida C. D. Málaga                       |                                                 |                                                                                          |
| 1954-1955                                               | Cultural y Deportiva Leonesa (1) Real Murcia    | Real Oviedo C. F. Atlético de Tetuán            | Real Zaragoza C. D. Granada C. F.               |                                                 |                                                                                          |
| 1955-1956                                               | C. A. Osasuna Real Jaén C. F. (1)               | Real Oviedo C. F. Real Betis                    | Real Zaragoza C. D. S. D. España Industrial     |                                                 |                                                                                          |
| 1956-1957                                               | Real Gijón Granada C. F.                        | C. D. Sabadell C. F. Hércules C. F.             | S. D. Indauchu Real Murcia                      |                                                 |                                                                                          |
| 1957-1958                                               | Real Oviedo C. F. Real Betis                    | C. D. Sabadell C. F. C. D. Tenerife             | Real Santander S. D. Real Murcia                |                                                 |                                                                                          |
| 1958-1959                                               | Real Valladolid Elche C. F.                     | C. D. Sabadell C. F. Levante U. D.              | S. D. Indauchu C. A. Almería                    |                                                 |                                                                                          |
| 1959-1960                                               | Real Santander S. D. (2) R. C. D. Mallorca      | R. C. Celta de Vigo Córdoba C. F.               | C. D. Orense Real Jaén C. F.                    |                                                 |                                                                                          |
| 1960-1961                                               | C. A. Osasuna C. D. Tenerife (1)                | R. C. Celta de Vigo Atlético de Ceuta           | R. C. Deportivo de La Coruña Hércules C. F.     |                                                 |                                                                                          |
| 1961-1962                                               | R. C. Deportivo de La Coruña Córdoba C. F. (1)  | Real Valladolid C. D. Málaga                    | C. D. Orense Granada C. F.                      |                                                 |                                                                                          |
| 1962-1963                                               | Pontevedra C. F. Real Murcia                    | R. C. D. Español Levante U. D.                  | Real Santander S. D. U. D. Las Palmas           |                                                 |                                                                                          |
| 1963-1964                                               | R. C. Deportivo de La Coruña U. D. Las Palmas   | Real Gijón Hércules C. F.                       | C. D. Europa R. C. D. Mallorca                  |                                                 |                                                                                          |
| 1964-1965                                               | Pontevedra C. F. (2) R. C. D. Mallorca (2)      | C. D. Sabadell C. F. C. D. Málaga               | Real Gijón Real Valladolid                      |                                                 |                                                                                          |
| 1965-1966                                               | R. C. Deportivo de La Coruña Hércules C. F.     | R. C. Celta de Vigo Granada C. F.               | Real Gijón Algeciras C. F.                      |                                                 |                                                                                          |
| 1966-1967                                               | Real Sociedad C. D. Málaga                      | Real Gijón Real Betis                           | R. C. Celta de Vigo C. D. Castellón             |                                                 |                                                                                          |
| 1967-1968                                               | R. C. Deportivo de La Coruña Granada C. F.      | Real Valladolid C. F. Calvo Sotelo              | R. C. Celta de Vigo C. D. Alcoyano              |                                                 |                                                                                          |
| 1968-1969                                               | Sevilla C. F.                                   | R. C. Celta de Vigo                             | R. C. D. Mallorca                               |                                                 | Se retoma grupo único de 20 equipos                                                      |
| 1969-1970                                               | Real Gijón                                      | C. D. Málaga                                    | R. C. D. Español                                |                                                 |                                                                                          |
| 1970-1971                                               | Real Betis                                      | Burgos C. F.                                    | R. C. Deportivo de La Coruña                    |                                                 |                                                                                          |
| 1971-1972                                               | Real Oviedo C. F.                               | C. D. Castellón                                 | Real Zaragoza C. D.                             |                                                 |                                                                                          |
| 1972-1973                                               | Real Murcia                                     | Elche C. F.                                     | Real Santander S. D.                            |                                                 |                                                                                          |
| 1973-1974                                               | Real Betis                                      | Hércules C. F.                                  | U. D. Salamanca                                 |                                                 |                                                                                          |
| 1974-1975                                               | Real Oviedo C. F. (5)                           | Real Racing Club de Santander                   | Sevilla C. F.                                   |                                                 |                                                                                          |
| 1975-1976                                               | Burgos C. F. (1)                                | R. C. Celta de Vigo                             | C. D. Málaga                                    |                                                 |                                                                                          |
| 1976-1977                                               | Real Sporting de Gijón (5)                      | Cádiz C. F.                                     | A. D. Rayo Vallecano                            |                                                 |                                                                                          |
| 1977-1978                                               | Real Zaragoza (1)                               | R. C. Recreativo de Huelva                      | R. C. Celta de Vigo                             |                                                 |                                                                                          |
| 1978-1979                                               | A. D. Almería (1)                               | C. D. Málaga                                    | Real Betis                                      |                                                 |                                                                                          |
| 1979-1980                                               | Real Murcia                                     | Real Valladolid                                 | C. A. Osasuna                                   |                                                 |                                                                                          |
| 1980-1981                                               | C. D. Castellón                                 | Cádiz C. F.                                     | Real Racing Club de Santander                   |                                                 |                                                                                          |
| 1981-1982                                               | R. C. Celta de Vigo                             | U. D. Salamanca                                 | C. D. Málaga                                    |                                                 |                                                                                          |
| 1982-1983                                               | Real Murcia                                     | Cádiz C. F.                                     | R. C. D. Mallorca                               |                                                 |                                                                                          |
| 1983-1984                                               | Castilla C. F. (1)                              | Bilbao Athletic                                 | Hércules C. F.                                  |                                                 |                                                                                          |
| Liga Nacional de Fútbol Profesional de Segunda División |                                                 |                                                 |                                                 |                                                 |                                                                                          |
| 1984-1985                                               | U. D. Las Palmas                                | Cádiz C. F.                                     | R. C. Celta de Vigo                             |                                                 | LaLiga sucede a la RFEF como organizador                                                 |
| 1985-1986                                               | Real Murcia C. F.                               | C. E. Sabadell F. C.                            | R. C. D. Mallorca                               |                                                 |                                                                                          |
| 1986-1987                                               | Valencia C. F. (2)                              | C. D. Logroñés                                  | R. C. Celta de Vigo                             |                                                 |                                                                                          |
| 1987-1988                                               | C. D. Málaga (3)                                | Elche C. F.                                     | Castilla C. F.                                  |                                                 |                                                                                          |
| 1988-1989                                               | C. D. Castellón (2)                             | A. D. Rayo Vallecano                            | C. D. Tenerife                                  |                                                 |                                                                                          |
| 1989-1990                                               | Real Burgos C. F. (1)                           | Real Betis                                      | Bilbao Athletic                                 |                                                 |                                                                                          |
| 1990-1991                                               | Albacete Balompié (1)                           | R. C. Deportivo de La Coruña                    | Real Murcia C. F.                               |                                                 |                                                                                          |
| 1991-1992                                               | R. C. Celta de Vigo (3)                         | A. D. Rayo Vallecano                            | U. E. Figueres                                  |                                                 |                                                                                          |
| 1992-1993                                               | U. E. Lleida (1)                                | Real Valladolid                                 | Real Racing Club de Santander                   |                                                 |                                                                                          |
| 1993-1994                                               | R. C. D. Espanyol                               | Real Betis                                      | S. D. Compostela                                |                                                 |                                                                                          |
| 1994-1995                                               | C. P. Mérida                                    | A. D. Rayo Vallecano                            | U. E. Lleida                                    |                                                 | Última temporada con 2 puntos por victoria, pasando en adelante a 3 por victoria         |
| 1995-1996                                               | Hércules C. F. (3)                              | C. D. Logroñés                                  | C. F. Extremadura                               |                                                 | Instauración de dorsales personalizados. Sustituciones aumentadas a 3 jugadores          |
| 1996-1997                                               | C. P. Mérida (2)                                | U. D. Salamanca                                 | R. C. D. Mallorca                               |                                                 |                                                                                          |
| 1997-1998                                               | Deportivo Alavés                                | C. F. Extremadura                               | U. D. Las Palmas                                |                                                 | Liga ampliada a 22 equipos                                                               |
| 1998-1999                                               | Málaga C. F. (1)                                | Atlético de Madrid "B"                          | C. D. Numancia de Soria                         |                                                 |                                                                                          |
| 1999-2000                                               | U. D. Las Palmas (4)                            | C. A. Osasuna                                   | Villarreal C. F.                                |                                                 |                                                                                          |
| 2000-2001                                               | Sevilla F. C. (4)                               | Real Betis                                      | C. D. Tenerife                                  |                                                 |                                                                                          |
| 2001-2002                                               | Atlético de Madrid (1)                          | Real Racing Club de Santander                   | R. C. Recreativo de Huelva                      |                                                 |                                                                                          |
| 2002-2003                                               | Real Murcia C. F. (8)                           | Real Zaragoza                                   | Albacete Balompié                               |                                                 |                                                                                          |
| 2003-2004                                               | Levante U. D.                                   | Getafe C. F.                                    | C. D. Numancia de Soria                         |                                                 |                                                                                          |
| 2004-2005                                               | Cádiz C. F. (1)                                 | R. C. Celta de Vigo                             | Deportivo Alavés                                |                                                 |                                                                                          |
| 2005-2006                                               | R. C. Recreativo de Huelva (1)                  | Gimnàstic de Tarragona                          | Levante U. D.                                   |                                                 |                                                                                          |
| 2006-2007                                               | Real Valladolid C. F. (3)                       | U. D. Almería                                   | Real Murcia C. F.                               |                                                 |                                                                                          |
| 2007-2008                                               | C. D. Numancia de Soria (1)                     | Málaga C. F.                                    | Sporting de Gijón                               |                                                 |                                                                                          |
| 2008-2009                                               | Xerez C. D. (1)                                 | Real Zaragoza                                   | C. D. Tenerife                                  |                                                 |                                                                                          |
| 2009-2010                                               | Real Sociedad (3)                               | Hércules C. F.                                  | Levante U. D.                                   |                                                 |                                                                                          |
| 2010-2011                                               | Real Betis                                      | Rayo Vallecano                                  | F. C. Barcelona "B"                             | Granada C. F. (5.º) (1)                         | Se instaura la promoción de ascenso entre el tercer, cuarto, quinto y sexto clasificado. |
| 2011-2012                                               | R. C. Deportivo de La Coruña (5)                | R. C. Celta de Vigo                             | Real Valladolid C. F.                           | Real Valladolid C. F. (3.º)                     |                                                                                          |
| 2012-2013                                               | Elche C. F. (2)                                 | Villarreal C. F.                                | U. D. Almería                                   | U. D. Almería (3.º) (1)                         |                                                                                          |
| 2013-2014                                               | S. D. Eibar (1)                                 | R. C. Deportivo de La Coruña                    | F. C. Barcelona "B"                             | Córdoba C. F. (7.º) (1)                         |                                                                                          |
| 2014-2015                                               | Real Betis (7)                                  | Sporting de Gijón                               | Girona F. C.                                    | U. D. Las Palmas (4.º) (1)                      |                                                                                          |
| 2015-2016                                               | Deportivo Alavés (4)                            | C. D. Leganés                                   | Gimnàstic de Tarragona                          | C. A. Osasuna (6.º) (1)                         |                                                                                          |
| 2016-2017                                               | Levante U. D. (2)                               | Girona F. C.                                    | Getafe C. F.                                    | Getafe C. F. (3.º) (1)                          |                                                                                          |
| 2017-2018                                               | Rayo Vallecano (1)                              | S. D. Huesca                                    | Real Zaragoza                                   | Real Valladolid C. F. (5.º) (2)                 |                                                                                          |
| 2018-2019                                               | C. A. Osasuna (4)                               | Granada C. F.                                   | Málaga C. F.                                    | R. C. D. Mallorca (5.º) (1)                     | Primera Liga con VAR y con calendario asimétrico                                         |
| 2019-2020                                               | S. D. Huesca (1)                                | Cádiz C. F.                                     | Real Zaragoza                                   | Elche C. F. (6.º) (1)                           | Pandemia de COVID-19. 5 sustituciones permitidas.                                        |
| 2020-2021                                               | R. C. D. Espanyol (2)                           | R. C. D. Mallorca                               | C. D. Leganés                                   | Rayo Vallecano (6.º) (1)                        |                                                                                          |
| 2021-2022                                               | U. D. Almería (1)                               | Real Valladolid C. F.                           | S. D. Eibar                                     | Girona F. C. (6.º) (1)                          |                                                                                          |
| 2022-2023                                               | Granada C. F. (4)                               | U. D. Las Palmas                                | Levante U. D.                                   | Deportivo Alavés (4.º) (1)                      |                                                                                          |
| 2023-2024                                               | C. D. Leganés (1)                               | Real Valladolid C. F.                           | S. D. Eibar                                     | R. C. D. Espanyol (4.º) (1)                     |                                                                                          |
| 2024-2025                                               | Levante U. D. (3)                               | Elche C. F.                                     | Real Oviedo                                     | Real Oviedo (3.º) (1)                           |                                                                                          |

## Palmarés
Para un mejor detalle de cada edición, véase Historial de la Segunda División de España

### Campeones de liga
A pesar de que 173 clubes diferentes han disputado la Segunda División, hasta ahora solo han sido capaces de ganar el torneo 49 equipos.
Nota: nombres y banderas de los equipos según la época. Resaltados los equipos desaparecidos.
| Club                           | Títulos | Subcampeonatos | Años de los campeonatos                        |
| ------------------------------ | ------- | -------------- | ---------------------------------------------- |
| Real Murcia C. F.              | 8       | 1              | 1940, 1955, 1963, 1973, 1980, 1983, 1986, 2003 |
| Real Betis Balompié            | 7       | 5              | 1932, 1942, 1958, 1971, 1974, 2011, 2015       |
| R. C. Deportivo de La Coruña   | 5       | 5              | 1962, 1964, 1966, 1968, 2012                   |
| Real Sporting de Gijón         | 5       | 4              | 1944, 1951, 1957, 1970, 1977                   |
| Real Oviedo                    | 5       | 3              | 1933, 1952, 1958, 1972, 1975                   |
| C. A. Osasuna                  | 4       | 2              | 1953, 1956, 1961, 2019                         |
| Granada C. F.                  | 4       | 2              | 1941, 1957, 1968, 2023                         |
| Sevilla F. C.                  | 4       | 1              | 1929, 1934, 1969, 2001                         |
| U. D. Las Palmas               | 4       | 1              | 1954, 1964, 1985, 2000                         |
| Deportivo Alavés               | 4       | -              | 1930, 1954, 1998, 2016                         |
| R. C. Celta de Vigo            | 3       | 7              | 1936, 1982, 1992                               |
| Hércules de Alicante C. F.     | 3       | 7              | 1935, 1966, 1996                               |
| Real Valladolid C. F.          | 3       | 6              | 1948, 1959, 2007                               |
| C. D. Málaga                   | 3       | 5              | 1952, 1967, 1988                               |
| Real Sociedad de Fútbol        | 3       | 2              | 1949, 1967, 2010                               |
| Levante U. D.                  | 3       | 2              | 2004, 2017, 2025                               |
| C. E. Sabadell F. C.           | 2       | 5              | 1943, 1946                                     |
| Elche C. F.                    | 2       | 3              | 1959, 2013                                     |
| Real Racing Club de Santander  | 2       | 2              | 1950, 1960                                     |
| R. C. D. Mallorca              | 2       | 1              | 1960, 1965                                     |
| C. D. Castellón                | 2       | 1              | 1981, 1989                                     |
| R. C. D. Espanyol de Barcelona | 2       | 1              | 1994, 2021                                     |
| C. D. Alcoyano                 | 2       | -              | 1945, 1947                                     |
| Real Jaén C. F.                | 2       | -              | 1953, 1956                                     |
| Pontevedra C. F.               | 2       | -              | 1963, 1965                                     |
| Valencia C. F.                 | 2       | -              | 1931, 1987                                     |
| C. P. Mérida                   | 2       | -              | 1995, 1997                                     |
| Real Zaragoza                  | 1       | 5              | 1978                                           |
| Cádiz C. F.                    | 1       | 5              | 2005                                           |
| Rayo Vallecano de Madrid       | 1       | 4              | 2018                                           |
| Club Atlético de Madrid        | 1       | 2              | 2002                                           |
| Club Atlético de Tetuán        | 1       | 1              | 1951                                           |
| C. D. Tenerife                 | 1       | 1              | 1961                                           |
| Córdoba C. F.                  | 1       | 1              | 1962                                           |
| Burgos C. F.                   | 1       | 1              | 1976                                           |
| U. E. Lleida                   | 1       | 1              | 1993                                           |
| Málaga C. F.                   | 1       | 1              | 1999                                           |
| R. C. Recreativo de Huelva     | 1       | 1              | 2006                                           |
| S. D. Huesca                   | 1       | 1              | 2020                                           |
| U. D. Almería                  | 1       | 1              | 2022                                           |
| C. D. Leganés                  | 1       | 1              | 2016, 2024                                     |
| Cultural y Deportiva Leonesa   | 1       | -              | 1955                                           |
| A. D. Almería                  | 1       | -              | 1979                                           |
| Real Madrid Castilla C. F.     | 1       | -              | 1984                                           |
| Real Burgos C. F.              | 1       | -              | 1990                                           |
| Albacete Balompié              | 1       | -              | 1991                                           |
| C. D. Numancia de Soria        | 1       | -              | 2008                                           |
| Xerez C. D.                    | 1       | -              | 2009                                           |
| S. D. Eibar                    | 1       | -              | 2014                                           |
| U. D. Salamanca                | -       | 3              |                                                |
| C. D. Logroñés                 | -       | 3              |                                                |
| Club Gimnàstic de Tarragona    | -       | 2              |                                                |
| Barakaldo C. F.                | -       | 1              |                                                |
| Valencia C. F. Mestalla        | -       | 1              |                                                |
| C. F. Extremadura              | -       | 1              |                                                |
| Bilbao Athletic                | -       | 1              |                                                |
| Club Atlético de Madrid "B"    | -       | 1              |                                                |
| C. D. Puertollano              | -       | 1              |                                                |
| A. D. Ceuta F. C.              | -       | 1              |                                                |
| C. D. Condal                   | -       | 1              |                                                |
| Getafe C. F.                   | -       | 1              |                                                |
| Iberia S. C.                   | -       | 1              |                                                |
| Villarreal C. F.               | -       | 1              |                                                |
| Girona F. C.                   | -       | 1              |                                                |

### Campeones y subcampeones de la liguilla por el ascenso (1950-1956)
Entre la temporada 1949-50 y la 1955-56, los dos mejores clasificados de cada uno de los dos grupos se agrupaban en una sola liguilla tras la disputa de la liga regular para decidir las dos plazas de ascenso a Primera. Desde la temporada 1950-51, participaron también el tercer y el cuarto peor equipo de Primera en busca de la permanencia en esa categoría.
| Club                           | Campeón | Años | Subcampeón |
| ------------------------------ | ------- | ---- | ---------- |
| C. D. Condal                   | 1       | 1956 | 1          |
| Real Racing Club de Santander  | 1       | 1950 | -          |
| U. D. Las Palmas               | 1       | 1951 | -          |
| Valencia C. F. Mestalla        | 1       | 1952 | -          |
| R. C. Deportivo de La Coruña   | 1       | 1953 | -          |
| C. D. Málaga                   | 1       | 1954 | -          |
| R. C. D. Espanyol de Barcelona | 1       | 1955 | -          |
| Real Zaragoza                  | -       | -    | 2          |
| U. E. Lleida                   | -       | -    | 1          |
| Real Sporting de Gijón         | -       | -    | 1          |
| Hércules C. F.                 | -       | -    | 1          |
| Real Sociedad de Fútbol        | -       | -    | 1          |

## Descensos administrativos

### Equipos descendidos por vía extradeportiva
Estos son los equipos que han descendido deportivamente y sufrieron otro descenso extradeportivo, o también descendieron a pesar de no estar en puestos de descenso:[cita requerida]
- Albacete Balompié (temporada 1950-51).
- A. D. Almería (temporada 1981-82).
- Levante U. D. (temporada 1981-82).
- Burgos C. F. (temporada 1981-82).
- Orihuela Deportiva C. F. (temporada 1990-91).
- Real Murcia (temporadas 1991-92 y 2013-14).
- C. E. Sabadell (temporada 1992-93).
- Real Burgos (temporada 1993-94).
- Palamós C. F. (temporada 1994-95).
- C. P. Mérida (temporada 1999-00).
- C. D. Logroñés (temporada 1999-00).
- Burgos C. F. (temporada 2001-02).
- Real Oviedo (temporada 2002-03).
- S. D. Compostela (temporada 2002-03).
- C. D. Guadalajara (temporada 2012-13).
- C. F. Reus Deportiu (temporada 2018-19).

### Equipos desaparecidos debido a un descenso
Equipos que desaparecieron debido a un descenso deportivo o extradeportivo:[cita requerida]
- Catalunya Foot-ball Club (temporada 1931-32).
- Castellón Foot-ball Club (temporada 1932-33).
- Sporting La Plana (temporada 1934-35).
- Deportivo Logroño (temporada 1934-35).
- Xerez Fútbol Club (temporada 1945-46).
- Orensana FC (temporada 1951-52).
- Cartagena Club de Fútbol (temporada 1951-52).
- Club Deportivo Escoriaza (temporada 1953-54).
- Agrupación Deportiva Almería (temporada 1981-82).
- Club Deportivo Málaga (temporada 1991-92).

### Equipos que renunciaron
Equipos que a pesar de no descender en el terreno deportivo, renunciaron a la categoría:[cita requerida]
- Deportivo Alavés (temporada 1933-34).
- C. D. Logroño (temporada 1934-35).
- U. D. San Andrés (temporada 1952-53).
- C. D. Condal (temporada 1960-61, actual F. C. Barcelona Atlètic).

## Estadísticas

### Tabla histórica de goleadores
El español Rubén Castro es el máximo goleador de la Segunda División de España con 195 goles. Le sigue Nino en segundo lugar con 194 goles y el tercero es Abel Fernández con 155 goles.
El brasileño Yuri de Souza es el máximo goleador extranjero de Segunda División con 116 goles.
Hasta el momento, han sido 16 jugadores los que han conseguido meter 100 o más goles en Segunda División. A continuación, se muestran a esos 16 futbolistas clasificados en una tabla por su número de goles.
Nota: indicados en negrita y resaltados en azul jugadores en activo.
| \| Pos. \| Jugador \| G. \| Part. \| Prom. \| Debut \| Equipo debut goleador \| Otros clubes \| \| ---- \| ---------------------------- \| --- \| ----- \| ----- \| ----- \| ------------------------ \| -------------------------------------------------------------------------------------------------------------------------------------------------------- \| \| 1 \| Rubén Castro \| 195 \| 435 \| 0.45 \| 2002 \| U. D. Las Palmas (61) \| S. D. Huesca (13), Rayo Vallecano (14), Real Betis Balompié (58), F.C. Cartagena (39), Málaga C. F. (10) \| \| 2 \| Juan Francisco Martínez Nino \| 194 \| 571 \| 0.34 \| 1999 \| Elche C. F. (112) \| C. D. Tenerife (64), C. A. Osasuna (18) \| \| 3 \| Abel Fernández \| 155 \| 234 \| 0.66 \| 1959 \| C. D. Orense (19) \| Real Santander S. D. (59), R. C. Celta de Vigo (74), C. D. Castellón (3) \| \| 4 \| David Rodríguez \| 124 \| 392 \| 0.32 \| 2005 \| U. D. Salamanca (14) \| 6 equiposR. C. Celta de Vigo (34), Sporting de Gijón (12), A. D. Alcorcón (51), C. A. Osasuna (7), C. D. Numancia (4), Racing de Santander (2) \| \| 5 \| Ángel María Arregui \| 121 \| 208 \| 0.58 \| 1946 \| Real Sociedad (1) \| Real Jaén C. F. (120) \| \| = \| Julito Alonso \| 121 \| 278 \| 0.44 \| 1950 \| C. D. Numancia (10) \| R. S. Gimnástica de Torrelavega (7), C. D. Tenerife (104) \| \| 7 \| Enrique Galán \| 118 \| 269 \| 0.44 \| 1964 \| C. D. Mestalla (3) \| C. D. Badajoz (10), Real Oviedo C. F. (94), Getafe Deportivo (11) \| \| 8 \| Yuri de Souza \| 116 \| 323 \| 0.36 \| 2007 \| S. D. Ponferradina (116) \| U. D. Las Palmas (0) \| \| 9 \| Adolfo Bolea \| 114 \| 309 \| 0.37 \| 1951 \| U. D. San Andrés (21) \| C. D. Tenerife (13), C. D. Sabadell C. F. (4), España de Tánger (20), Cádiz C. F. (56) \| \| 10 \| Moisés García León \| 111 \| 361 \| 0.31 \| 1994 \| C. A. Osasuna (11) \| 7 equiposC. D. Leganés (13), Villarreal C. F. (17), Córdoba C. F. (5), Elche C. F. (27), Hércules C. F. (22), Nàstic de Tarragona (12), S. D. Huesca (4) \| \| 11 \| Ramón Blanco Roldán \| 105 \| 164 \| 0.64 \| 1939 \| Cádiz C. F. (42) \| Real Betis Balompié (40), C. D. Málaga (23) \| \| 12 \| José Caeiro \| 104 \| 148 \| 0.70 \| 1944 \| Club Ferrol (65) \| Real Sociedad (23), Hércules C. F. (16) \| \| 13 \| Pedro Bazán \| 103 \| 117 \| 0.88 \| 1946 \| C. D. Málaga (103) \| \| \| = \| Julián Vergara \| 103 \| 121 \| 0.85 \| 1932 \| C. A. Osasuna (87) \| C. D. Constancia (16) \| \| = \| Antonio Illán \| 103 \| 258 \| 0.40 \| 1967 \| Real Murcia C. F. (4) \| C. D. Ilicitano (11), Rayo Vallecano (52), C. D. Tenerife (36) \| \| 16 \| Paco Salillas \| 100 \| 249 \| 0.40 \| 1991 \| R. C. Celta de Vigo (8) \| U. E. Lleida (28), Villarreal C. F. (27), Levante U. D. (37) \| Estadísticas actualizadas hasta el último partido jugado el 28 de mayo de 2023. |                              |     |       |       |       |                          | |
| Pos. | Jugador                      | G.  | Part. | Prom. | Debut | Equipo debut goleador    | Otros clubes |
| 1 | Rubén Castro                 | 195 | 435   | 0.45  | 2002  | U. D. Las Palmas (61)    | S. D. Huesca (13), Rayo Vallecano (14), Real Betis Balompié (58), F.C. Cartagena (39), Málaga C. F. (10)                                                 |
| 2 | Juan Francisco Martínez Nino | 194 | 571   | 0.34  | 1999  | Elche C. F. (112)        | C. D. Tenerife (64), C. A. Osasuna (18) |
| 3 | Abel Fernández               | 155 | 234   | 0.66  | 1959  | C. D. Orense (19)        | Real Santander S. D. (59), R. C. Celta de Vigo (74), C. D. Castellón (3)                                                                                 |
| 4 | David Rodríguez              | 124 | 392   | 0.32  | 2005  | U. D. Salamanca (14)     | 6 equiposR. C. Celta de Vigo (34), Sporting de Gijón (12), A. D. Alcorcón (51), C. A. Osasuna (7), C. D. Numancia (4), Racing de Santander (2)           |
| 5 | Ángel María Arregui          | 121 | 208   | 0.58  | 1946  | Real Sociedad (1)        | Real Jaén C. F. (120) |
| = | Julito Alonso                | 121 | 278   | 0.44  | 1950  | C. D. Numancia (10)      | R. S. Gimnástica de Torrelavega (7), C. D. Tenerife (104)                                                                                                |
| 7 | Enrique Galán                | 118 | 269   | 0.44  | 1964  | C. D. Mestalla (3)       | C. D. Badajoz (10), Real Oviedo C. F. (94), Getafe Deportivo (11)                                                                                        |
| 8 | Yuri de Souza                | 116 | 323   | 0.36  | 2007  | S. D. Ponferradina (116) | U. D. Las Palmas (0) |
| 9 | Adolfo Bolea                 | 114 | 309   | 0.37  | 1951  | U. D. San Andrés (21)    | C. D. Tenerife (13), C. D. Sabadell C. F. (4), España de Tánger (20), Cádiz C. F. (56)                                                                   |
| 10 | Moisés García León           | 111 | 361   | 0.31  | 1994  | C. A. Osasuna (11)       | 7 equiposC. D. Leganés (13), Villarreal C. F. (17), Córdoba C. F. (5), Elche C. F. (27), Hércules C. F. (22), Nàstic de Tarragona (12), S. D. Huesca (4) |
| 11 | Ramón Blanco Roldán          | 105 | 164   | 0.64  | 1939  | Cádiz C. F. (42)         | Real Betis Balompié (40), C. D. Málaga (23) |
| 12 | José Caeiro                  | 104 | 148   | 0.70  | 1944  | Club Ferrol (65)         | Real Sociedad (23), Hércules C. F. (16) |
| 13 | Pedro Bazán                  | 103 | 117   | 0.88  | 1946  | C. D. Málaga (103)       | |
| = | Julián Vergara               | 103 | 121   | 0.85  | 1932  | C. A. Osasuna (87)       | C. D. Constancia (16) |
| = | Antonio Illán                | 103 | 258   | 0.40  | 1967  | Real Murcia C. F. (4)    | C. D. Ilicitano (11), Rayo Vallecano (52), C. D. Tenerife (36)                                                                                           |
| 16 | Paco Salillas                | 100 | 249   | 0.40  | 1991  | R. C. Celta de Vigo (8)  | U. E. Lleida (28), Villarreal C. F. (27), Levante U. D. (37)                                                                                             |

### Máximo goleador por temporada
La siguiente tabla es una lista de los ganadores del Pichichi de Segunda División por temporada, detallando club, goles totales, partidos disputados y media de goles.
| Temporada | Ganador                   | Club                         | Goles | Partidos | Media Goleadora |
| --------- | ------------------------- | ---------------------------- | ----- | -------- | --------------- |
| 1928-29   | Campanal I                | Real Sporting de Gijón       | 12    | 7        | 1,71            |
| 1929-30   | Manuel Olivares           | Deportivo Alavés             | 23    | 18       | 1,28            |
| 1930-31   | Campanal I (2)            | Sevilla F. C.                | 17    | 13       | 1,31            |
| 1931-32   | Isidro Lángara            | Real Oviedo                  | 22    | 18       | 1,22            |
| 1932-33   | Julio Elícegui            | Real Unión Club              | 30    | 18       | 1,67            |
| 1932-33   | Herrera                   | Real Sporting de Gijón       | 30    | 16       | 1,88            |
| 1933-34   | Campanal I (3)            | Sevilla F. C.                | 28    | 17       | 1,65            |
| 1934-35   | Nolete                    | R. C. Celta de Vigo          | 19    | 13       | 1,46            |
| 1935-36   | Nolete (2)                | R. C. Celta de Vigo          | 20    | 13       | 1,54            |
| 1939-40   | Terán                     | Real Sociedad de Fútbol      | 24    | 13       | 1,85            |
| 1940-41   | Julio Elícegui (2)        | R. C. Deportivo de La Coruña | 26    | 18       | 1,44            |
| 1941-42   | José Gutiérrez Mijares    | Real Sporting de Gijón       | 18    | 12       | 1,50            |
| 1942-43   | Saras                     | Real Racing Club             | 14    | 14       | 1,00            |
| 1943-44   | Juan Araujo               | Xerez Fútbol Club            | 21    | 26       | 0,81            |
| 1944-45   | Juan Araujo (2)           | Xerez Fútbol Club            | 22    | 24       | 0,92            |
| 1945-46   | Saras (2)                 | Real Racing Club             | 20    | 26       | 0,77            |
| 1945-46   | Mariano                   | Real Zaragoza                | 20    | 21       | 0,95            |
| 1946-47   | Francisco Peralta         | Club Gimnàstic de Tarragona  | 24    | 22       | 1,09            |
| 1947-48   | Serratusell               | Club de Fútbol Badalona      | 31    | 26       | 1,19            |
| 1948-49   | Pedro Bazán               | C. D. Málaga                 | 26    | 25       | 1,04            |
| 1949-50   | Pío Alonso                | Real Sporting de Gijón       | 31    | 26       | 1,19            |
| 1950-51   | Paco Campos               | Real Sporting de Gijón       | 29    | 27       | 1,07            |
| 1951-52   | Pedro Bazán (2)           | C. D. Málaga                 | 25    | 27       | 0,93            |
| 1952-53   | Ángel María Arregui       | Real Jaén C. F.              | 30    | 29       | 1,03            |
| 1953-54   | Chas                      | Cultural Leonesa             | 23    | 30       | 0,76            |
| 1954-55   | Julio Alonso Arribas      | C. D. Tenerife               | 25    | 28       | 0,89            |
| 1955-56   | Rafa Delgado              | Granada C. F.                | 25    | 28       | 0,89            |
| 1956-57   | Ricardo                   | Real Sporting de Gijón       | 46    | 34       | 1,32            |
| 1957-58   | Vila                      | Real Betis Balompié          | 19    | 29       | 0,66            |
| 1957-58   | Lalo                      | Real Oviedo                  | 19    | 28       | 0,68            |
| 1957-58   | Chelo                     | Terrassa Futbol Club         | 19    | 30       | 0,63            |
| 1958-59   | Morollón                  | Real Valladolid C. F.        | 22    | 25       | 0,88            |
| 1959-60   | Paredes                   | Levante U. D.                | 25    | 29       | 0,86            |
| 1960-61   | Veloso                    | R. C. Deportivo de La Coruña | 26    | 24       | 1,08            |
| 1961-62   | Amancio Amaro             | R. C. Deportivo de La Coruña | 25    | 26       | 0,96            |
| 1962-63   | Olano                     | Real Sociedad de Fútbol      | 31    | 19       | 1,63            |
| 1963-64   | Abel Fernández            | Real Racing Club             | 26    | 30       | 0,87            |
| 1964-65   | Lizarralde                | S. D. Indautxu               | 20    | 30       | 0,67            |
| 1965-66   | Abel Fernández (2)        | R. C. Celta de Vigo          | 26    | 30       | 0,87            |
| 1966-67   | Solabarrieta              | Real Sporting de Gijón       | 24    | 30       | 0,80            |
| 1967-68   | Abel Fernández (3)        | R. C. Celta de Vigo          | 17    | 27       | 0,63            |
| 1967-68   | Rivera                    | R. C. Celta de Vigo          | 17    | 30       | 0,57            |
| 1968-69   | Quino                     | Real Betis Balompié          | 32    | 38       | 0,84            |
| 1969-70   | Quini                     | Real Sporting de Gijón       | 21    | 34       | 0,62            |
| 1970-71   | Santillana                | Real Racing Club             | 16    | 35       | 0,46            |
| 1971-72   | Galán                     | Real Oviedo                  | 23    | 36       | 0,64            |
| 1972-73   | Antonio Illán             | Rayo Vallecano de Madrid     | 19    | 37       | 0,51            |
| 1973-74   | Baena                     | Cádiz C. F.                  | 22    | 38       | 0,58            |
| 1974-75   | Cioffi                    | C. D. Castellón              | 22    | 30       | 0,73            |
| 1975-76   | Antonio Illán (2)         | C. D. Tenerife               | 19    | 34       | 0,56            |
| 1975-76   | Antonio Burguete          | Córdoba C. F.                | 19    | 36       | 0,53            |
| 1976-77   | Quini (2)                 | Real Sporting de Gijón       | 26    | 38       | 0,68            |
| 1977-78   | Castro                    | R. C. Deportivo de La Coruña | 24    | 34       | 0,71            |
| 1978-79   | Patxi Iriguíbel           | C. A. Osasuna                | 23    | 37       | 0,62            |
| 1979-80   | Patxi Iriguíbel (2)       | C. A. Osasuna                | 19    | 36       | 0,53            |
| 1980-81   | Enrique Magdaleno         | Burgos C. F.                 | 17    | 38       | 0,45            |
| 1981-82   | Pichi Lucas               | R. C. Celta de Vigo          | 26    | 37       | 0,70            |
| 1982-83   | José Luis Vara            | R. C. Deportivo de La Coruña | 16    | 32       | 0,50            |
| 1983-84   | Julio Salinas             | Bilbao Athletic              | 23    | 30       | 0,77            |
| 1984-85   | Salvador Mejías           | Cádiz C. F.                  | 16    | 35       | 0,46            |
| 1985-86   | Pedro Alcañiz             | C. D. Castellón              | 23    | 37       | 0,62            |
| 1986-87   | Baltazar Jr.              | R. C. Celta de Vigo          | 34    | 44       | 0,77            |
| 1987-88   | Carlos Muñoz              | Real Oviedo                  | 25    | 34       | 0,74            |
| 1988-89   | Quique Estebaranz         | Real Racing Club             | 23    | 32       | 0,72            |
| 1989-90   | Pepe Mel                  | Real Betis Balompié          | 22    | 37       | 0,59            |
| 1990-91   | Juan Ramón Comas          | Real Murcia C. F.            | 23    | 37       | 0,62            |
| 1991-92   | Vladimir Gudelj           | R. C. Celta de Vigo          | 27    | 36       | 0,75            |
| 1992-93   | Daniel Toribio Aquino     | C. P. Mérida                 | 19    | 38       | 0,50            |
| 1993-94   | Daniel Toribio Aquino (2) | Real Betis Balompié          | 26    | 34       | 0,76            |
| 1994-95   | Antonio Puche             | Palamós C. F.                | 21    | 35       | 0,60            |
| 1995-96   | Manel                     | C. D. Logroñés               | 27    | 37       | 0,73            |
| 1996-97   | Yordi                     | Club Atlético de Madrid "B"  | 19    | 34       | 0,56            |
| 1996-97   | Pauleta                   | U. D. Salamanca              | 19    | 37       | 0,51            |
| 1997-98   | Igor Gluščević            | C. F. Extremadura            | 24    | 39       | 0,62            |
| 1998-99   | Catanha                   | Málaga C. F.                 | 26    | 40       | 0,65            |
| 1999-00   | Paco Salillas             | Levante U. D.                | 20    | 36       | 0,56            |
| 2000-01   | Salva Ballesta            | Club Atlético de Madrid      | 21    | 33       | 0,64            |
| 2001-02   | Diego Alonso              | Club Atlético de Madrid      | 22    | 38       | 0,58            |
| 2002-03   | Jesús Perera              | Albacete Balompié            | 22    | 38       | 0,58            |
| 2003-04   | Rubén Castro              | U. D. Las Palmas             | 22    | 40       | 0,55            |
| 2004-05   | Mario Bermejo             | Racing Club de Ferrol        | 25    | 39       | 0,64            |
| 2005-06   | Ikechukwu Uche            | R. C. Recreativo de Huelva   | 20    | 28       | 0,71            |
| 2006-07   | Marcos Márquez            | U. D. Las Palmas             | 21    | 37       | 0,57            |
| 2007-08   | Yordi (2)                 | Xerez Club Deportivo         | 20    | 37       | 0,54            |
| 2008-09   | Nino                      | C. D. Tenerife               | 29    | 42       | 0,69            |
| 2009-10   | Jorge Molina              | Elche C. F.                  | 26    | 38       | 0,68            |
| 2010-11   | Jonathan Soriano          | F. C. Barcelona "B"          | 32    | 37       | 0,86            |
| 2011-12   | Leonardo Ulloa            | U. D. Almería                | 28    | 38       | 0,74            |
| 2012-13   | Charles Dias              | U. D. Almería                | 27    | 40       | 0,68            |
| 2013-14   | Borja Viguera             | Deportivo Alavés             | 25    | 42       | 0,60            |
| 2014-15   | Rubén Castro (2)          | Real Betis Balompié          | 31    | 42       | 0,74            |
| 2015-16   | Sergio León               | Elche C. F.                  | 22    | 41       | 0,54            |
| 2016-17   | Joselu Moreno             | C. D. Lugo                   | 23    | 40       | 0,58            |
| 2017-18   | Jaime Mata                | Real Valladolid C. F.        | 33    | 39       | 0,85            |
| 2018-19   | Álvaro Giménez            | U. D. Almería                | 20    | 39       | 0,51            |
| 2019-20   | Cristhian Stuani          | Girona F. C.                 | 29    | 36       | 0,81            |
| 2020-21   | Raúl de Tomás             | R. C. D. Espanyol            | 23    | 37       | 0,62            |
| 2021-22   | Cristhian Stuani (2)      | Girona F. C.                 | 24    | 41       | 0,58            |
| 2022-23   | Myrto Uzuni               | Granada C. F.                | 23    | 38       | 0,60            |
| 2023-24   | Martin Braithwaite        | R. C. D. Espanyol            | 22    | 39       | 0,56            |
| 2024-25   | Luis Javier Suárez        | U. D. Almería                | 27    | 41       | 0,66            |